# TOTO (バンド)
TOTO（トト）は、アメリカ合衆国出身のロックバンド。1976年に結成。デビュー作から全米チャート上位にランクインするなど成功を収め、特に4枚目のアルバム『TOTO IV〜聖なる剣〜』が1200万枚以上のセールスを記録し、グラミー賞で6冠に輝いた。

## 概要

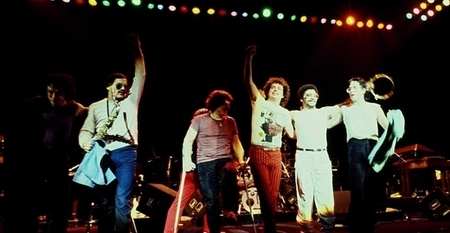
1982年のグループショット

ロサンゼルスでスタジオ・ミュージシャンをしていたデヴィッド・ペイチとジェフ・ポーカロを中心に、1976年に活動を開始した。
2008年1月にスティーヴ・ルカサーは、3月のボズ・スキャッグスとの訪日公演を最後に活動を無期限に休止することを発表し、同年7月に自身の公式ウェブサイトで解散を正式に公表した。
その後ALSを患ったマイク・ポーカロの救済目的で、2010年7月にヨーロッパ各地で期間限定としてツアーを行った。翌2011年9月には日本でもツアーが実現し、以降は多くの来日公演を重ねた。2015年には9年ぶりのオリジナル・アルバムを発売するなど、事実上恒久的な活動を再開している。
2019年10月、スティーヴ・ルカサーがアレンタウンの新聞"The Morning Call"の電話インタビューで、10月20日にフィラデルフィアで行われるTOTOデビュー40周年ツアー「40 TRIPS AROUND THE SUN」最終公演をもって、現在のラインナップでの活動を休止する事を明らかにした。
2020年10月19日、オフィシャルサイトでスティーヴ・ルカサー、ジョセフ・ウイリアムズの2人にサポートメンバーを加えた新ラインナップを発表し、同年11月21日に行われる配信ライブより活動を再開することを明らかにした。また、2021年夏にも新ラインナップによるワールドツアー「Dogz Of Oz」の開催を計画していたが、2021年4月12日、告知済であったワールドツアーの全日程を2022年に延期するとともに、追加日程についても合わせて発表された。
2023年7月10日から21日まで、4年ぶりとなる来日公演「TOTO JAPAN TOUR」を全国8都市8会場で開催。参加メンバーは、スティーヴ・ルカサー（ギター、ボーカル）、ジョセフ・ウィリアムス（ボーカル）に加え、ジョン・ピアース（ベース）、ロバート“スパット”シーライト（ドラム）、ドミニク“エグゼヴィア”タプリン（キーボード）、スティーヴ・マッジオラ（キーボード）の計6名。当初はウォーレン・ハム（サックス ほか）も参加予定だったが、健康上の理由により不参加となった。

## バンド名の由来
メンバーによって、またその時によって説明が異なっているため、正確には不明であるが、元メンバー、ボビー・キンボールの本名「ロバート・トトース（Robert Toteaux）」をもじったもの、「全てを含む」を意味するラテン語を英語風に変えたもの、日本の陶器メーカーTOTOからとった（来日の際、TOTOの便器を欲しがったと言われる）など、複数の説、及びメンバーの説明がある。ただし、陶器メーカーのTOTOからとったという説明については、デビュー当時は日本での人気が先行していたため、日本のファンへのリップサービスがてらのジョークとして音楽雑誌『ミュージック・ライフ』のインタビューで語ったものである。また、キンボールの本名説に関しても、実際の本名はトトースではない。これもメンバーによるジョークであると考えられている。
なお、2012年まで公式ウェブサイト内のバンドヒストリーでは次のような説明がなされていた。
バンドがデモ・テープを作っていた際に、映画『オズの魔法使』を見たばかりであったジェフが、映画に登場する犬の名前「トト」をテープに書いてすぐ判別できるようにした。その後、デヴィッド・ハンゲイトが詳しく調べたところ、「トト（toto）」はラテン語で「totus（全て）」 、あるいは「all-encompassing（網羅的な）」を意味することが分かった。これは数々のセッションに参加していたメンバーの経歴やどんなジャンルの音楽にも対応できるバンドの演奏能力にぴったりであるということから、デビュー・アルバムのタイトル及びバンド名として採用された。
（参考：　2012年8月時点、ウェブアーカイブによる）。
2014年現在はこの記述は削除されているが、オズの魔法使いの部分を除き同様の回答をしているインタビュー映像がDVD作品、『グレイテスト・ヒッツ・ライヴ・アンド・モア』に収録されている。
解散直前のインタビューで、スティーヴ・ルカサーが語るところによると「今はもうバンド名がブランドになっちゃってるから変えられないけど、俺はこのバンド名が好きじゃないんだ。俺が名付けた訳じゃないし、気がついたらそういう名前になってたんだけど。イヤんなっちゃうよ、世界的に有名なトイレメーカーと同じ名前なんだぜ。皮肉っぽくてギャグとしちゃ面白いとは思うけどね」と語っている。同時に、ルカサー自身は「バット・ホール・サーファー（Butt hole surfer）の方が良かったが、もっとマジメにやれと拒否された」とも語っている。
なお、本国米国をはじめとするラテン文字圏では、見出し等特別な場合を除き通常「Toto」と一般的なバンド名同様先頭のみ大文字にして表記がなされるが、日本では「TOTO」というアルファベットかつ全て大文字の表記をレコード会社が公式に採用しており、「トト」「Toto」といった表記が見られるのは稀である。本稿もこれに倣いバンド名を原則「TOTO」としている。

## 音楽的特徴
一般的には、典型的なAORサウンド と評される。1978年のデビュー当時がちょうど、シンセサイザー・サウンドや、ディスコ、フュージョン、アダルト・コンテンポラリーといった音楽の全盛期であり、商業的な成功と聴きやすいサウンドを有していることから、同時代に人気が出たボストン、ジャーニー、スティクス、フォリナーと並んで、「産業ロック（コーポレート・ロック）」と揶揄される事もあり、そういった趣が色濃い曲も数多くヒット曲が多かった。アルバム全体ではハードロックからプログレッシブ・ロック、ジャズ、フュージョンといった多くのジャンルの曲を録音している。
彼らのサウンドは、この後1980年代のアメリカン・ロック・サウンドの原型の一つとなった。全体のエフェクトにリバーブやゲート・リバーブ、エレクトリック・ギターには、改造を施したマーシャルやメサブギーなどのハイゲインなギターアンプをメインに、コーラスやディレイなどのエフェクトを、アンプのセンドリターンに接続することで多用したギターサウンド、ペイチのフュージョン的なピアノやオルガン、エレクトリックピアノ、スティーヴ・ポーカロのシンセサイザーは、1970年代後半から1980年代のサウンドの典型と言える。音楽評論家の渋谷陽一は、松任谷正隆がデビュー当時のTOTOについて「こういうサウンドを出したい」と発言したことを紹介している。
ヒットを連発していた時期のTOTOにおいて、バンドの中心人物で、ドラマーのジェフ・ポーカロのリズムは重要だった。ポーカロは、リズム・ヘリテッジの「スワットのテーマ（反逆のテーマ）」（1976年）にも参加した技巧派のドラマーだった。通常の8ビートや16ビートでも巧みに適応した。「ロザーナ」に代表されるヒット曲は、音楽の趣味の悪い人々にも受け入れられた。レッド・ツェッペリンのジョン・ボーナムや、バーナード・パーディらからも影響を受け、独自にアレンジしたというこれらのリズムは、ドラマーに影響を与えた。ジェフ自身は、スティーリー・ダンので演奏経験がある。
専任のボーカリストがいるにもかかわらず、ギタリストのスティーヴ・ルカサーやキーボーディストのデヴィッド・ペイチがリード・ボーカルをとることが多い。実際、TOTO最大のヒット曲「Africa」 はペイチのボーカルである。また、スティーヴ・ポーカロも、リード・ボーカルをとる曲が存在し、2005年加入のグレッグ・フィリンゲインズも、キーボーディスト兼リード・ボーカルとしての加入で、『フォーリング・イン・ビトゥイーン』では、彼のリード・ボーカル曲も多くフィーチャーされ、ステージでは、休止中のペイチのボーカル曲を代行した。
全員が、マイケル・ジャクソンなどの有名・無名のアーティストから依頼の多いスタジオ・ミュージシャンであり、TOTOの成功にもかかわらず、スタジオ・ワークを縮小せず、精力的だったこともあり、1980年代には、ジャンル問わず、彼らの関わった作品では良くも悪くもTOTOのようなサウンドが量産されていった。

## バンド・メンバー
結成時メンバーの内キンボールとハンゲイトを除く全員が少年期からの旧知の仲であり、高校時代にはすでにバンドを組んでいた。時が経って1975年、ボズ・スキャッグスのアルバム『シルク・ディグリーズ』の制作時に再び集まったのがきっかけで、TOTOは結成された。メンバーチェンジが頻繁に繰り返され、時代ごとにラインナップが異なる。

### メンバー
- スティーヴ・ルカサー（Steve Lukather、1957年10月21日 - ） - ボーカル、リードギター
オリジナル・メンバー。『キングダム・オヴ・デザイア〜欲望の王国〜』以降の作品からは実質的なバンド・リーダーとして活動。
TOTO以外でもセッションミュージシャンとして広く活動している。
スティーヴ・ポーカロとは高校のクラスメートで、友人のスタジオ・ミュージシャン、ギタリストのマイケル・ランドウは一学年下の後輩である。ペイチ、ジェフ、マイクは高校の先輩である。
結成以後、唯一全てのステージ、作品に参加している[注釈 3]。

- ジョセフ・ウィリアムズ（Joseph Williams、1960年9月1日 - ） - ボーカル
映画音楽作曲家のジョン・ウィリアムズの息子。キンボールと並ぶバンドの代表的ボーカリスト。正式メンバーとしては2作の参加。元々ボーカリストのみならず作曲家として活躍していたキャリアから、TOTO在籍時には楽曲の方向性の面でも非常に貢献した。『ザ・セブンス・ワン〜第7の剣〜』を最後に脱退したが、その後もTOTOの作品に作曲やゲスト・ボーカルとして参加していた。2008年のボズ・スキャッグスとの来日公演では最終の2日間に参加。また、再結成ではボビーに代わり正式参加。TOTO以外でのキャリアなどは本人の項を参照のこと。

- デヴィッド・ペイチ（David Paich、1954年6月25日 - ） - キーボード、ボーカル
オリジナル・メンバー。初期には楽曲のほとんどの作曲を担当し、ジェフと共にTOTOの音楽的方向性をリードしていた事実上の中心人物。代表的なヒット曲は彼の作品が多い。
父はジャズ・ミュージシャンとして著名なマーティ・ペイチ。
スティーヴ・ポーカロによる「スペーシー」とも表現される典型的なシンセサイザーサウンドに対して、オーソドックスでジャジーなピアノ、オルガンサウンドでボトムを支えた。
2004年より2008年の解散まで、家族の病気を理由にツアーやライブには参加せず、レコーディングのみの参加となっていた。この間のライブでは、ペイチのヴォーカル曲はグレッグ・フィリンゲインズがほとんどを代行した。再結成を呼びかけた張本人であり、再結成後はツアーにも完全復帰していたが、健康面の不安のため2018年7月以降はツアー活動からは退いている[注釈 4]。
2020年の活動再開以降も引き続きフルタイムのメンバーとしては不参加となっているものの、サプライズゲストとしての不定期的なライブ出演は何度か行われており、2020年11月20日に行われた活動再開のストリーミングライブと、2022年4月1日と4月4日にカリフォルニア州サクラメントで行われたライブにそれぞれ数曲ずつゲスト出演している。

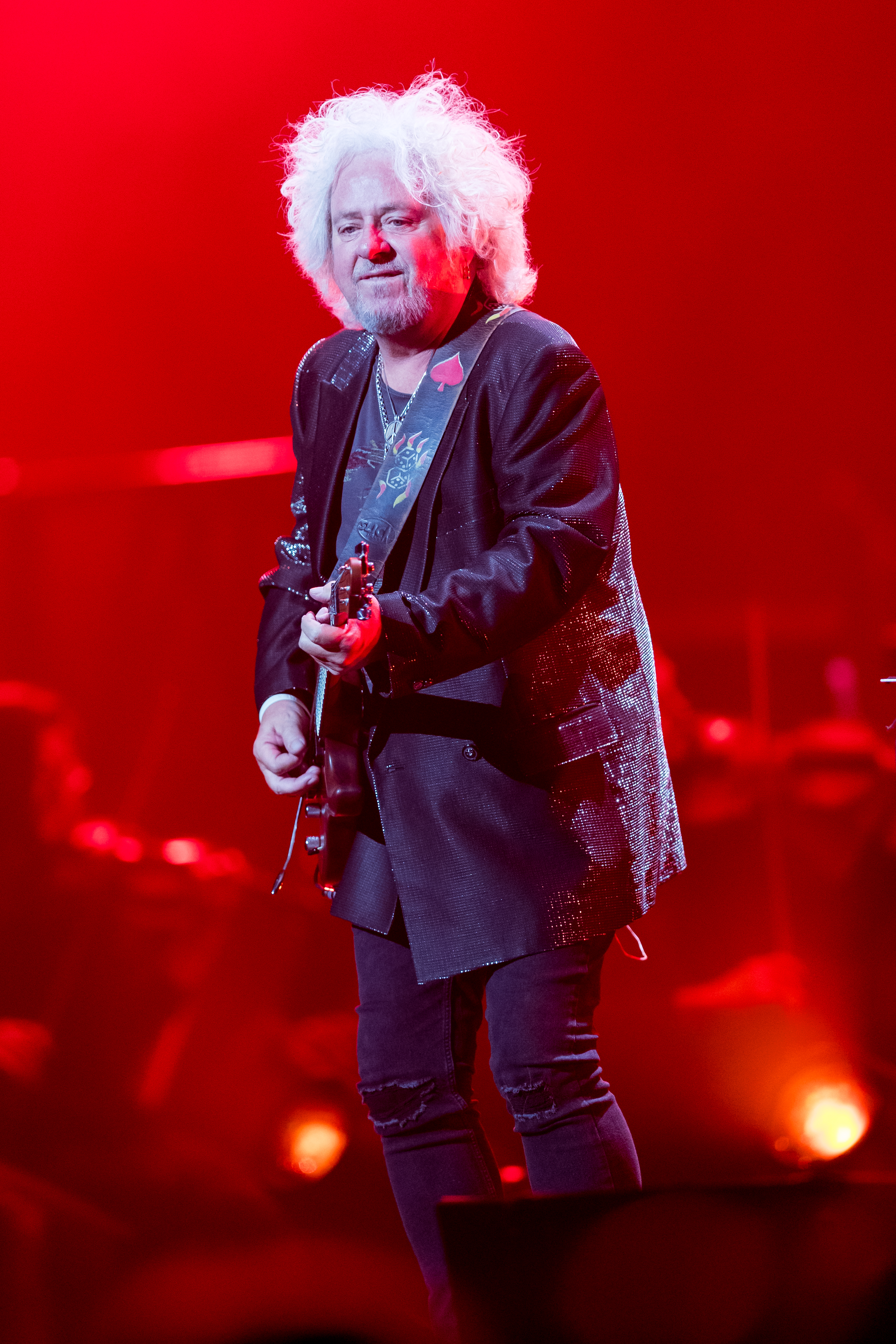
スティーヴ・ルカサー（G）2023年
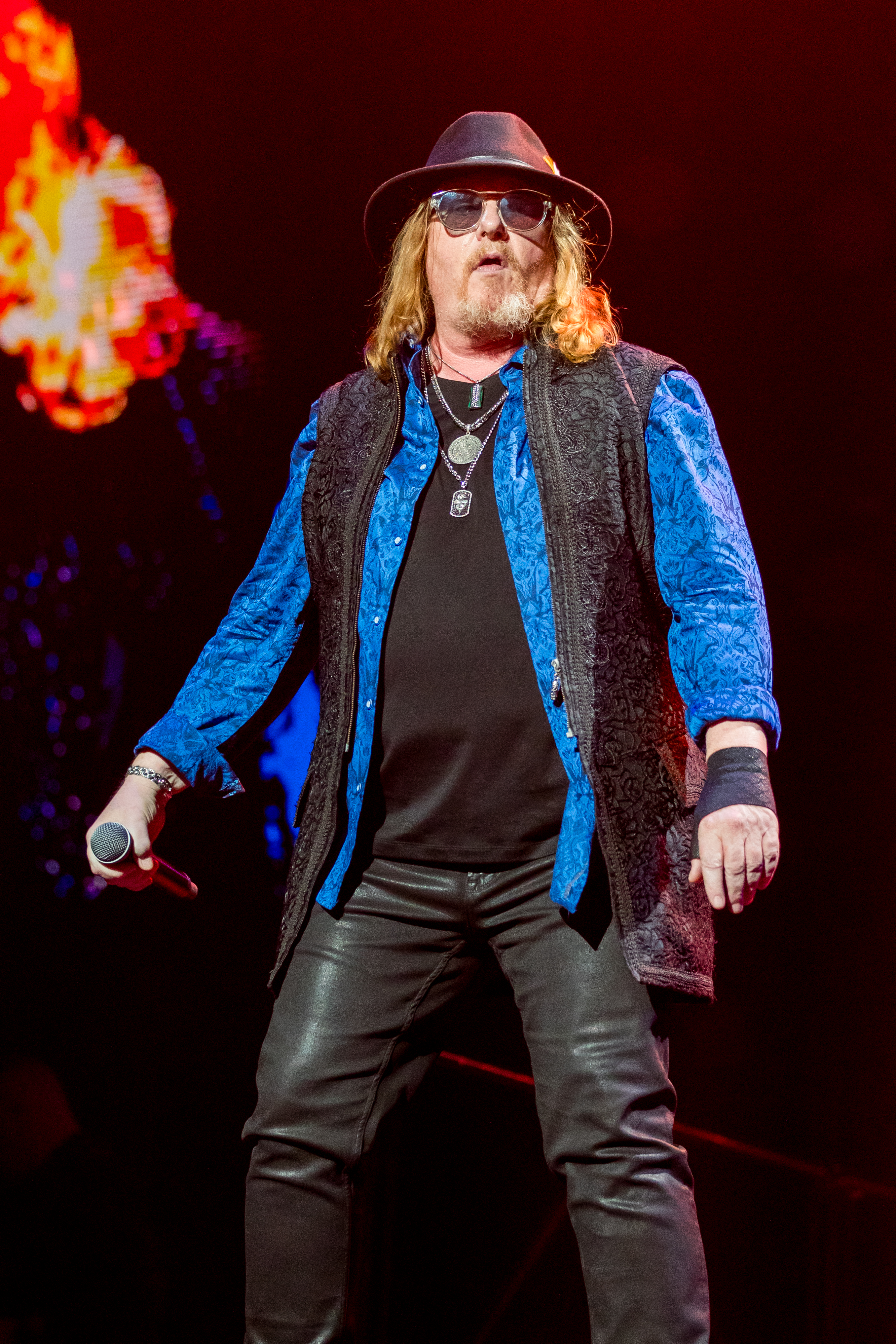
ジョセフ・ウィリアムズ（Vo）2023年
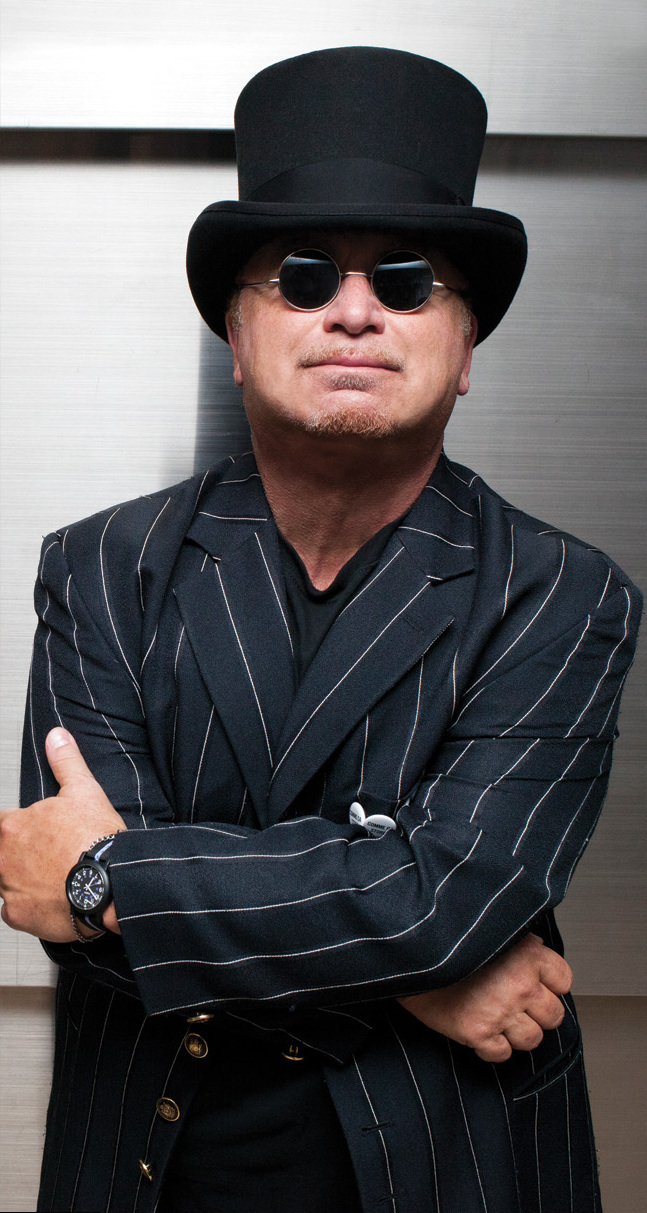
デヴィッド・ペイチ（Key）2012年

### 過去に在籍していたメンバー
- ジェフ・ポーカロ（Jeff Porcaro、1954年4月1日 - 1992年8月5日） - ドラムス
オリジナル・メンバー。ポーカロ3兄弟の長男。結成から死去まで、TOTOの中心人物、リーダーとして活動。1992年、自宅の庭で殺虫剤を散布後、アレルギーによる心不全のため、38歳で死去。

- ボビー・キンボール（Bobby Kimball、1947年3月29日 - ） - ボーカル
オリジナル・メンバー。1984年『アイソレーション』制作中に脱退。1999年の『マインドフィールズ』より復帰し、解散まで籍を置いた。メンバーチェンジの多いTOTOにおいて、最盛期を担った代表的なボーカリストである。TOTOのバンド名の由来として「ボビーの本名、ロバート・トトース（Robert Toteaux）から」などというジョークがメンバーによって語られ、半ば真実として信じている人も多くTOTOを紹介する際に語られていた。実際の本名はロバート・トロイ・キンボール(Robert Troy Kimball)であり全くの冗談である。2010年の再結成には不参加。

- デヴィッド・ハンゲイト（David Hungate、1948年8月5日 - ） - ベース
オリジナル・メンバー。『TOTO IV〜聖なる剣〜』を最後に脱退。
ボズ・スキャッグス、スリー・ディグリーズ、アリス・クーパーなど数々のアルバムにもセッション・ベーシストとして参加。
2014年夏のツアーよりネイザン・イーストに代わり約32年ぶりにTOTOに復帰[24]。2015年のアルバム『TOTO XIV〜聖剣の絆〜』でも数曲レコーディング参加している。
2015年9月、体力の衰えからツアーに参加できないとして再び脱退[25]。

- ファーギー・フレデリクセン（Fergie Frederiksen、1951年5月15日 - 2014年1月18日) - ボーカル
1984年加入。元体操選手という経歴を持つ。TOTO加入前は、トリリオンやル・ルーに在籍。『アイソレーション』のみの参加で脱退したが、『ファーレンハイト』にはコーラスで参加している。2014年1月18日、癌のため死去。62歳没。

- ジャン＝ミシェル・バイロン（Jean-Michel Byron、10月13日 - ） - ボーカル
南アフリカ出身。メンバー初の外国人で唯一のアフリカ人。
ベスト盤『グレイテスト・ヒッツ』で彼を売り出そうとした所属レコード会社の強い推薦によりメンバーに加入し、ベスト盤収録の新曲4曲のみ参加[注釈 5]。「Past To Present Tour」直後に脱退。なお、レコード会社主導の強制的な参加と短期間の在籍のためか、旧公式ウェブサイト(toto99.com)の旧メンバー紹介ページでは唯一彼だけ記載がなかった。スティーヴ・ルカサーらメンバーが後のインタビューで語ったところによると、レコード会社の意向で一方的に新メンバーに決められてしまったため、元々の音楽性から全く違っていた上に、ステージ上でのファッションやパフォーマンス、さらには人間性に関しても全く相性が合わず、メンバーとの間に大きな確執が生じてしまったこと、また、メンバーのみならず、TOTOファンからも彼の加入に対して猛反発が起きたということもあって、事実上の解雇に至ったとの事である。
前述の『グレイテスト・ヒッツ』で参加した新曲の4曲全てで、TOTOのメンバー、もしくは外部作曲家との共作という形で曲作りにも関わっており、スティーヴ・ルカサーとの共作「Out of Love」については脱退後のTOTOのライブや、ルカサーのソロツアーなどでも演奏されたことがある。

- グレッグ・フィリンゲインズ（Greg Phillinganes、1956年5月12日 - ） - ボーカル、キーボード
2005年より加入。マイケル・ジャクソンやエリック・クラプトンなどのツアー・メンバーとしても活動していた。
2004年よりジョン・ジョッセルの後任サポート・メンバーとしてツアーに参加していたが、その力量を買ったペイチの誘いで正式加入し、解散まで籍を置いた。正メンバーとしては交代ではなく、追加である。再結成にはオリジナル・メンバーのスティーヴ・ポーカロが復帰したため不参加。
レコーディング参加は2006年1月の『フォーリング・イン・ビトゥイーン』からだが、次回作を作ることなく解散したため、この作品が唯一の参加アルバムとなった。コーラスなどのバッキング・ボーカルは長い間様々なアーティストのバックで経験しているが、リード・ボーカルはTOTOに加入してから初めての挑戦となる。
中低音域からボビーやジョセフの音域にも迫るハイトーンまで、非常に広い音域を繰り高評価を得ている。また、それまでのTOTOのボーカリストにないタイプであるため、バンドに新しい血を導入することにも成功している。当時ツアー活動を休止していたペイチのヴォーカル曲や、彼の演奏パートもステージ上で代行していた。TOTO初のアフリカ系アメリカ人[注釈 6]。
2024年のツアーにはサポートメンバーとして参加[26]。

- サイモン・フィリップス（Simon Phillips、1957年2月6日 - ） - ドラムス
死去したジェフの代役を務め、解散予定であったTOTOの起死回生を担った。『キングダム・オヴ・デザイア〜欲望の王国〜』のツアーよりサポート・メンバーとして参加し、その後正式加入。レコーディング参加は『タンブ』から。解散時のメンバーとしては唯一の外国人（イギリス人）メンバー[注釈 7]。
ジェフ・ベック、マイケル・シェンカー・グループなどのレコーディングやサポートをはじめ、1989年のザ・フーの再結成ツアーにも、亡きキース・ムーンの代役として参加している。
レコーディング/ミキシング・エンジニアとしても活動しており、TOTOのアルバムも自身がレコーディングを手がけていた。
2014年、自己の活動のためTOTOを脱退する。在籍期間は再結成後も通算すると20年となり、結果的にジェフの在籍期間15年を超えることとなった。

- マイク・ポーカロ（Mike Porcaro、1955年5月29日 - 2015年3月15日） - ベース
ポーカロ3兄弟の次男。セッションとしては『TOTO IV〜聖なる剣〜』から既に参加しているが、正式加入はリリース直後のデヴィッド・ハンゲイト脱退から。同作に収録されている楽曲のプロモーション・ビデオはハンゲイト脱退直後に撮影されているため、映像に映っているのはマイクだが演奏自体はハンゲイトという状態になっている。ポーカロ3兄弟のうちバンドに最後まで参加していた。
ルカサーによれば、TOTOの本当のオリジナル・メンバーはマイクだという。デビュー時点のメンバー構成や、直接的にはボズ・スキャッグスのバックメンバーとして集まったのが結成のきっかけであった。
2007年に筋萎縮性側索硬化症（ALS）を発症したため療養に専念、リーランド・スカラーが代役を務めた。当初ALSであることは伏せられ「腕のトラブル」とだけ公表し、復帰は回復次第とされていたが、復帰は叶わずTOTOは解散、病気がALSであることが発表された。TOTOの解散は彼の病状が大きな原因とも言われており、ルカサーは「一緒にバンドを始めたペイチが引退したのはキツかった。何せハイスクール時代から数えたら35年も一緒にやってきたわけだから。そんな状況でマイクまで病気になって、バンドを続けるとすればもはや自分の為だけになっちまった。でも、ペイチがいなくなって、ポーカロ兄弟まで誰もいなくなったバンドを果たしてTOTOと呼んでいいものなのか？正直もうやりきったと思ってる。これは一時的な活動休止じゃない。もう終わりだ。俺はもうどんな顔をして観衆の前で「ホールド・ザ・ライン」を演奏したらいいのか分からないんだ」と活動終了の経緯を語っている[27]。しかし、再結成もマイクの闘病支援が目的であり、解散・再結成共に彼の病気がきっかけとなっている。病気のため実際のツアーには不参加だが、再結成以降も正式メンバーに名を連ねている。なお、ライヴDVD『Live in Amsterdam』ではルカサーによるメンバー紹介の際に日本語字幕上では「リーダーのマイク・ポーカロ！」と紹介されているが、過去のマイクがリーダーとされたのはこの日本語字幕だけであり、誤訳の可能性もある。8年に及ぶALSとの闘病の末、2015年3月15日に死去した。59歳没[28]。

- スティーヴ・ポーカロ（Steve Porcaro、1957年9月2日 - ） - キーボード、ボーカル
オリジナル・メンバー。ポーカロ3兄弟の末っ子。
80年代、TOTOの派手で煌びやかなシンセサイザーサウンドは彼によるもので、TOTOのリズム、楽曲の方向性の中核がジェフとペイチならば、サウンド面の中核は彼の存在によるものとも言える。『ファーレンハイト』を最後に脱退するが、次作『ザ・セブンス・ワン〜第7の剣〜』でも正式メンバー並みに参加し、その派手なサウンドを聴かせてくれる。最近ではスティーヴ・ルカサーがインタビューで「俺はスティーヴには実際、正式に復帰してもらいたいって思ってるんだよ」と語っている[29][注釈 8]。
ボーカリストとしては、中音域中心の柔らかい歌声である。
TOTOにおいて自身の作った楽曲は全てスティーヴが歌っているものと思われていたが、「リア」のリード・ボーカルはジョセフ・ウィリアムズである。
ルカサーとは高校のクラスメートである。
マイケル・ジャクソンのヒット・アルバム『スリラー』収録の「ヒューマン・ネイチャー」はスティーヴの作編曲である。無論、このアルバムの他の曲も含め数曲でキーボードも演奏している。
再結成では正式メンバーとして復帰、20年以上ぶりにオリジナルのツイン・キーボードとなった。
兄たちに誘われて付いて行ったハリウッド・ボウルのコンサートでエマーソン・レイク・アンド・パーマーを目の当たりにし、キース・エマーソンの圧倒的なパフォーマンスに影響されてキーボーディストを志したと語っており、エマーソンの自殺がニュースとして伝えられた正にその日に行われた大阪公演では自身の胸の内を語った。
2020年の活動再開には不参加である。

### 主なサポートメンバー
サポートでの参加者はあまりにも多いため、ここでは特に参加していたことが有名な者や、後期の者に特化する。
- デヴィッド・ハンゲイト
元メンバーで2014年以降はサポートとして復帰、詳細は過去に在籍したメンバーの節を参照。
- レニー・カストロ（Lenny Castro） - パーカッション
初期から後期まで、アルバムからツアーまで多くの現場でTOTOを支えてきた。TOTO以外でも非常に有名なパーカッショニストの一人。2015年以降のツアーに帯同している。
- トム・ケリー（Tom Kelly） - ギター、ボーカル
1979年のワールドツアーにおいてバッキング・ボーカリストおよびリズム・ギタリストとしてTOTOに同行し、『TOTO IV〜聖なる剣〜』などのアルバムでもバックボーカルを担当した。その後ソングライターに転身し、ビリー・スタインバーグとのコンビでシンディ・ローパーの「トゥルー・カラーズ」やマドンナの「ライク・ア・ヴァージン」などのヒット曲を手掛けた。
- ジョー・ポーカロ（Joe Porcaro） - パーカッション
ジャズ・ドラマーでポーカロ兄弟の父。『TOTO IV〜聖なる剣〜』をはじめ幾つかの作品に参加し、息子たちとの共演を行っている。
- ジェームズ・ニュートン・ハワード（James Newton Howard） - キーボード
1981年から1982年までのツアーに参加。後に映画音楽作曲家に転身し、数多くの映画のスコアを手掛ける人気作曲家となる。
- ティモシー・B・シュミット（Timothy Bruce Schmit） - ボーカル
イーグルスのベーシスト。コーラス担当として1981年から1982年までのツアーに参加。
- ジェニー・ダグラス（Jenny Douglas、本名：Jenny Douglas-McRae） - ボーカル
90年代にバック・コーラスやリード・ボーカルで参加。当時TOTOは専任ボーカリストが存在しなかったため、ルカサーやペイチでは歌えない楽曲のシンガーを務め上げた。また、レコーディングでも『タンブ』にて数曲リード・ボーカルを担っている。2011年 - 2012年・2015年 - 2016年にも参加[30]。
- ジョン・ジェームズ（John James） - ボーカル
ジェニーと同様、ツアーなどでのバック・コーラス、リード・シンガーとして専任シンガーのいない90年代TOTOのサポートとして参加。
- グレッグ・ビソネット（Gregg Bissonette） - ドラムス
1995年後半にサイモンの代役として参加。
- トニー・スピナー（Tony Spinner） - ギター、ボーカル
1999年以降、解散までツアーにてほぼレギュラーでサポートでギターを演奏していた。また、曲によってはリード・ボーカルをとることも。
- ジョン・ジョッセル（John Jessel） - キーボード、コーラス
2003年までサポート・キーボードとして、ペイチのサポートを行っていた。ステージ袖でプレイしていたようで、彼の参加した映像作品でもメンバー紹介時に顔を出す以外はほとんど姿が見えなかった。フィリンゲインズが後任としてサポートに加わり後に正式メンバーとなる。
- ジェフ・バブコ（Jeff Babko） - キーボード、ボーカル
以前よりサイモンのプロジェクトに参加していた関係で2000年頃、サポートとして招かれる。当時若手でありながらTOTOのメンバーから高評価を得ていた。他にロベン・フォードなどのギタリストともプレイしている。
- リーランド・スカラー（Leland Sklar） - ベース
リーランド・スクラー、リー・スクラーとも。セッションミュージシャンとして、数々のアルバムやセッションに参加。2007年より病気療養に入ったマイクの代役として2008年の解散まで参加。再結成後、一時的にバンドに復帰していたハンゲイトの脱退に伴い再び参加する。2017年初頭にサポートを離れる。
- ジョン・ファリス（Jon Farriss） - ドラムス
INXSのドラマー。「Live Promos」参加時、サイモンが病気で入院したため、急遽サポートとして参加。
- リッキー・ローソン（Ricky Lawson） - ドラムス
上記のジョン・ファリスの代役後にもサイモンの病状が思わしくなかったため、ファリスの後任サポートとして「Live Promos」にて代役を担った。
- ネイザン・イースト（Nathan East） - ベース、ボーカル
フォープレイのベーシスト。2010年のマイク・ポーカロ支援ツアーにマイクの代役として参加。2013年からのTOTO35周年ツアーにも2014年春の日本ツアーまで参加。この35周年のツアーにあたり公式ウェブサイトではサポートではなく正式メンバーとしてマイク・ポーカロの名前と共にクレジットされている。
- マヴート・カーペンター（Mabvuto Carpenter） - コーラス
2010年以降のツアーに参加[31]。2016年のツアーでジョセフが病欠したときは代わりにリード・ボーカルも務める。
- エイミー・キーズ（Amy Keys） - コーラス
2013年以降のツアーに参加[32]。
- キース・カーロック（Keith Carlock） - ドラムス
スティング、ジョン・メイヤー、スティーリー・ダン、ジェームス・テイラー、ドナルド・フェイゲン、ウォルター・ベッカー、ダイアナ・ロス、フェイス・ヒルなどの専属ドラマーを経て、2014年にサイモンに代わり参加。
- シャノン・フォレスト（Shannon Forest） - ドラムス
スティーリー・ダンのツアーに参加するため、2014年夏のTOTOツアーに不参加のキースの代役[24]。2024年のツアーにもサポートメンバーとして参加[26]。
- シェム・ヴォン・シュロエック（Shem von Schroeck） - ベース、ボーカル
リーランド・スカラーに代わって2017年よりサポートに参加。フランキー・ヴァリのヒット曲「君の瞳に恋してる」のアレンジを手掛けた作編曲家、アーティ・シュロエックの息子。
- ウォーレン・ハム（Warren Ham） - サックス、フルート、ハーモニカ、ボーカル
1980年代後半及び2017年以降のツアーに参加[26]。ルカサーとはリンゴ・スターのオールスター・バンドで共演している。
- ドミニク・ザヴィエル・タプリン（Dominique "Xavier" Taplin） - キーボード
ペイチの代役として、2018年からツアーに参加。プリンスとの共演歴を持つ。
- ロバート・“スパット”・シーライト（Robert "Sput" Searight） - ドラムス
スナーキー・パピーの元メンバー[33]。2020年からツアーに参加。
- ジョン・ピアース（John Pierce） - ベース
ヒューイ・ルイス&ザ・ニュースのベーシスト。2023年のツアーに参加[34]。2024年のツアーにも参加[26]。
- スティーヴ・マッジオラ（Steve Maggiora） - キーボード、ボーカル
2023年のツアーに参加[34]。2024年のツアーにも参加[26]。
- デニス・アトラス（Dennis Atlas） - キーボード、ボーカル
2024年のツアーに[35]スティーヴ・マッジオラに代わり参加。

### メンバーの変遷
| 年                                                                          | ボーカル                                                                                                   | ギター                                | キーボード                                    | ドラムス                                | ベース                                        |
| --------------------------------------------------------------------------- | --- | ------------------------------------- | --------------------------------------------- | --------------------------------------- | --------------------------------------------- |
| 1977年–1982年 TOTO〜宇宙の騎士〜/Hydra/ Turn Back/TOTO IV〜聖なる剣〜       | ボビー・キンボール スティーヴ・ルカサー デヴィッド・ペイチ スティーヴ・ポーカロ                            | スティーヴ・ルカサー                  | デヴィッド・ペイチ スティーヴ・ポーカロ       | ジェフ・ポーカロ                        | デヴィッド・ハンゲイト                        |
| 1982年–1983年 TOTO IV〜聖なる剣〜完成直後から Isolation制作途中まで         | ボビー・キンボール スティーヴ・ルカサー デヴィッド・ペイチ スティーヴ・ポーカロ                            | スティーヴ・ルカサー                  | デヴィッド・ペイチ スティーヴ・ポーカロ       | ジェフ・ポーカロ                        | マイク・ポーカロ                              |
| 1983年–1986年 Isolation                                                     | ファーギー・フレデリクセン スティーヴ・ルカサー デヴィッド・ペイチ スティーヴ・ポーカロ                    | スティーヴ・ルカサー                  | デヴィッド・ペイチ スティーヴ・ポーカロ       | ジェフ・ポーカロ                        | マイク・ポーカロ                              |
| 1986年–1988年 FAHRENHEIT                                                    | ジョセフ・ウィリアムズ スティーヴ・ルカサー デヴィッド・ペイチ スティーヴ・ポーカロ                        | スティーヴ・ルカサー                  | デヴィッド・ペイチ スティーヴ・ポーカロ       | ジェフ・ポーカロ                        | マイク・ポーカロ                              |
| 1988年–1990年 The Seventh One〜第七の剣〜                                   | ジョセフ・ウィリアムズ スティーヴ・ルカサー デヴィッド・ペイチ                                             | スティーヴ・ルカサー                  | デヴィッド・ペイチ                            | ジェフ・ポーカロ                        | マイク・ポーカロ                              |
| 1990年 Past to Present 1977 - 1990グレイテスト・ヒッツ                      | ジャン・ミシェル・バイロン スティーヴ・ルカサー デヴィッド・ペイチ                                         | スティーヴ・ルカサー                  | デヴィッド・ペイチ                            | ジェフ・ポーカロ                        | マイク・ポーカロ                              |
| 1990年–1992年 Kingdom of Desire                                             | スティーヴ・ルカサー デヴィッド・ペイチ ジョン・ジェームズ ジェニー・ダグラス                              | スティーヴ・ルカサー                  | デヴィッド・ペイチ                            | ジェフ・ポーカロ                        | マイク・ポーカロ                              |
| 1992年–1999年 Absolutery Live/Tambu                                         | スティーヴ・ルカサー デヴィッド・ペイチ ジョン・ジェームズ ジェニー・ダグラス                              | スティーヴ・ルカサー                  | デヴィッド・ペイチ                            | サイモン・フィリップス                  | マイク・ポーカロ                              |
| 1999年–2005年 Mind Fields/Through The Looking Glass                         | ボビー・キンボール スティーヴ・ルカサー デヴィッド・ペイチ                                                 | スティーヴ・ルカサー                  | デヴィッド・ペイチ                            | サイモン・フィリップス                  | マイク・ポーカロ                              |
| 2005年–2008年 Falling in Between                                            | ボビー・キンボール スティーヴ・ルカサー デヴィッド・ペイチ グレッグ・フィリンゲインズ トニー・スピナー     | スティーヴ・ルカサー トニー・スピナー | デヴィッド・ペイチ グレッグ・フィリンゲインズ | サイモン・フィリップス                  | マイク・ポーカロ リーランド・スカラー（代役） |
| 2008年–2010年                                                               | 解散中 | 解散中                                | 解散中                                        | 解散中                                  | 解散中                                        |
| 2010年–2013年 再結成 In The Blink Of An Eye 1977-2011 35th Anniversary Tour | ジョセフ・ウィリアムズ スティーヴ・ルカサー デヴィッド・ペイチ                                             | スティーヴ・ルカサー                  | デヴィッド・ペイチ スティーヴ・ポーカロ       | サイモン・フィリップス                  | ネイザン・イースト                            |
| 2014年 35th Anniversary Tour日本ツアーまで                                  | ジョセフ・ウィリアムズ スティーヴ・ルカサー デヴィッド・ペイチ スティーヴ・ポーカロ マヴート・カーペンター | スティーヴ・ルカサー                  | デヴィッド・ペイチ スティーヴ・ポーカロ       | キース・カーロック                      | ネイザン・イースト                            |
| 2014年–2015年 35th Anniversary Tour夏のツアーより TOTO XIV～聖剣の絆～      | ジョセフ・ウィリアムズ スティーヴ・ルカサー デヴィッド・ペイチ スティーヴ・ポーカロ マヴート・カーペンター | スティーヴ・ルカサー                  | デヴィッド・ペイチ スティーヴ・ポーカロ       | キース・カーロック シャノン・フォレスト | デヴィッド・ハンゲイト                        |
| 2016年–2018年 XIV Tour 2016                                                 | ジョセフ・ウィリアムズ スティーヴ・ルカサー デヴィッド・ペイチ スティーヴ・ポーカロ マヴート・カーペンター | スティーヴ・ルカサー                  | デヴィッド・ペイチ スティーヴ・ポーカロ       | キース・カーロック シャノン・フォレスト | リーランド・スカラー                          |

## ディスコグラフィ

### スタジオ・アルバム
- 『宇宙の騎士』 - Toto（1978年）
- 『ハイドラ』 - Hydra（1979年）
- 『ターン・バック』 - Turn Back（1981年）
- 『TOTO IV〜聖なる剣〜』 - Toto IV（1982年）
- 『アイソレーション』 - Isolation（1984年）
- 『ファーレンハイト』 - Fahrenheit（1986年）
- 『ザ・セブンス・ワン〜第7の剣〜』 - The Seventh One（1988年）
- 『キングダム・オヴ・デザイア〜欲望の王国〜』 - Kingdom of Desire（1992年）
- 『タンブ』 - Tambu（1995年）
- 『マインドフィールズ』 - Mindfields（1999年）
- 『フォーリング・イン・ビトゥイーン』 - Falling in Between（2006年）
- 『TOTO XIV〜聖剣の絆〜』 - Toto XIV（2015年）

### ライブ・アルバム、未発表曲集等
- Dune（1984年）※『デューン/砂の惑星』サウンドトラック
- The Official Music Of The 23rd Olimpiad Los Angeles 1984（1984年）※1曲のみ「Moodido (The Match)/Boxing Theme」
- 『ライヴ』 - Absolutely Live（1993年）
- 『TOTO XX』 - TOTO XX <1977-1997>（1998年）※未発表曲集
- 『ライヴ・フィールズ』 - Livefields（1999年）
- 『スルー・ザ・ルッキング・グラス』 - Through the Looking Glass（2002年）※カヴァー・アルバム
- 『ライヴ・イン・アムステルダム〜25th Anniversary』 - Live in Amsterdam（2003年）
- 『フォーリング・イン・ビトゥイーン・ライヴ』 - Falling in Between Live（2007年）
- 『35周年アニヴァーサリー・ツアー　ライヴ・イン・ポーランド 2013』 - 35th Anniversary Tour: Live in Porland（2014年）
- 『ライヴ・アット・モントルー1991』 - Live At Montreux 1991（2016年）
- 『デビュー40周年記念ライヴ 〜40ツアーズ・アラウンド・ザ・サン』- 40 Tours Around the Sun（2019年）[36]
- 『OLD IS NEW』- OLD IS NEW （2020年）
2018年にデビュー40周年を記念して発売されたTOTOのボックス・セット『All In 1978 - 2018』に収録された、アルバム『OLD IS NEW』を単独リリース。[37]
- 『ウィズ・ア・リトル・ヘルプ・フロム・マイ・フレンズ』- With A Little Help From My Friends（2021年）
2020年11月21日にロサンゼルスで行われた配信ライブの模様を収録した作品。CD、CD+DVD、CD+BD、アナログLP（海外盤のみ）の4形態で発売。DVDとBDには配信ライブの映像とライブのドキュメンタリー映像を収録している[38]。

### コンピレーション・アルバム
- 『STAR BOX』 - Star Box（1988年）
- 『グレイテスト・ヒッツ』 - Past to Present 1977-1990（1990年）
- 『TOTO・ザ・バラード』 - Best Ballads（1995年）
- 『プレミアム・ベスト』 - Premium Best（1999年）
- 『スーパー・ヒッツ』 - Super Hits（2001年）
- 『グレイテスト・ヒッツ・アンド・モア』 - Greatest Hits Live...and More（2003年）
- 『エッセンシャル・TOTO』 - The Essential Toto（2004年）
- 『ザ・コレクション』 - The Collection（2008年）※7CD、1DVDのボックス・セット
- 『オールタイム・ベスト1977-2011 〜イン・ザ・ブリンク・オブ・アイ〜』 - In The Blink Of An Eye 1977-2011（2011年）
- 『40トリップス・アラウンド・ザ・サン 〜グレイテスト・ヒッツ〜』 - 40 Trips Around the Sun（2018年）
- All In 1978 - 2018（2018年）※ボックス・セット

### シングル
- 「ホールド・ザ・ライン」 - "Hold The Line / Takin' It Back"（1978年、CBS・ソニー／06SP 214）
- 「愛する君に」 - "I'll Supply The Love / You Are The Flower"（1979年、CBS・ソニー／06SP 288）
- 「ジョージー・ポージー」 - "Georgy Porgy / Child's Anthem"（1979年、CBS・ソニー／06SP 327）
- 「99 (NINETY-NINE)」 - "99 / Hydra"（1980年、CBS・ソニー／06SP 468）
- 「グッドバイ・エリノア」 - "Goodbye Elenor / Turn Back"（1981年、CBS・ソニー／07SP 522）
- 「リヴ・フォー・トゥデイ」 - "Live For Today / A Million Miles Away"（1981年、CBS・ソニー／07SP 533）
- 「ロザーナ」 - "Rosanna / It's A Feeling"（1982年、CBS・ソニー／07SP 595）
- 「アフリカ」 - "Africa / Good For You"（1982年、CBS・ソニー／07SP 670）
- 「ホールド・ユー・バック」 - "I Won't Hold You Back / Waiting For Your Love"（1983年、CBS・ソニー／07SP 690）
- 「ストレンジャー・イン・タウン」 - "Stranger In Town / Change Of Heart"（1984年、CBS・ソニー／07SP 838）
- 「ホリーアンナ」 - "Holyanna / Mr. Friendly"（1985年、CBS・ソニー／07SP 863）
- 「アイル・ビー・オーヴァー・ユー」 - "I'll Be Over You / In A Word"（1986年、CBS・ソニー／07SP 980）
- 「ティル・ジ・エンド」 - "Till The End / Don't Stop Me Now"（1986年、CBS・ソニー／07SP 981）
- 「ウィズアウト・ユア・ラヴ」 - "Without Your Love / Can't Stand It Any Longer"（1986年、CBS・ソニー／07SP 1012）
- 「パメラ」 - "Pamera / You Got Me"（1988年、CBS・ソニー／05SP 3009）
- 「キャン・ユー・ヒア・ホワット・アイム・セイイング」 - "Can You Hear What I'm Saying / Goodbye elenore"（1990年、CBS・ソニー／CSDS 8162）
- 「オンリー・ユー」 - "Only You / Kick Down The Walls"（1992年、Sony Records／SRDS 8237）
- 「ドラッグ・ヒム・トウ・ザ・ルーフ」 - "Drag Him To The Roof / I Will Remember (Edit) / Don't Stop Me Now (Instrumental)"（1995年、Sony Records／SRCS 7778）
- "The Turning Point / The Road Goes On / Time Is The Enemy"（1996年）
- 「ボトム・オブ・ユア・ソウル サマー2006-ツアー・エディション」 - "Bottom Of Your Soul (Summer 2006 - Tour Edition)"（2006年、Nexus／KICP 1199）

### DVD
- 『コンプリート・ビデオ・コレクション』 - Past to Present 1977-1990 And More（1990年）
- 『ライヴ・イン・アムステルダム〜25th Anniversary』 - 25th Anniversary: Live in Amsterdam（2003年）
- 『グレイテスト・ヒッツ・ライヴ・アンド・モア』 - Greatest Hits Live...and More（2005年）
- 『フォーリング・イン・ビトゥイーン・ライヴ』 - Falling in Between Live（2008年）
- 『35周年アニヴァーサリー・ツアー　ライヴ・イン・ポーランド 2013』 - 35th Anniversary Tour: Live in Porland（2014年）
- 『ライヴ・アット・モントルー 1991』 - Live At Montreux 1991（2016年）
- 『デビュー40周年記念ライヴ 〜40ツアーズ・アラウンド・ザ・サン』- 40 Tours Around the Sun（2019年[36]）

## 来日公演

### 単独公演
- Hydra Tour（1980年）
  - 3月02日 大阪 フェスティバルホール
  - 3月03日 名古屋 愛知県勤労会館
  - 3月05日 大阪 大阪厚生年金会館
  - 3月06日 京都 京都会館第一ホール
  - 3月08日・13日 東京 渋谷公会堂
  - 3月09日（昼・夜）・11日 東京 中野サンプラザ
  - 3月12日 東京 東京厚生年金会館

- Toto IV Tour（1982年）
  - 5月07日 倉敷 倉敷市民会館
  - 5月08日 福岡 福岡市九電記念体育館
  - 5月10日・11日 大阪 大阪府立体育会館
  - 5月13日 京都 京都府立体育館
  - 5月15日 豊田 貞宝カントリークラブ
  - 5月17日・18日・21日 東京 日本武道館
  - 5月19日 新潟 新潟市体育館

- Isolation Tour（1985年）
  - 2月25日 静岡 静岡産業ホール
  - 2月26日・27日・28日 東京 日本武道館
  - 3月02日 大阪 大阪城ホール
  - 3月04日 福岡 福岡国際センター
  - 3月05日 名古屋 愛知県体育館
  - 3月06日 横浜 横浜文化体育館
  - 3月08日 仙台 仙台市体育館

- Fahrenheit Tour（1986年）
  - 10月29日 横浜 横浜文化体育館
  - 10月30日・31日 東京 代々木第一体育館
  - 11月02日 東京 東京厚生年金会館
  - 11月04日・6日 大阪 大阪城ホール
  - 11月05日 名古屋 愛知県体育館
  - 11月07日 福岡 福岡サンパレス

- The Seventh One Tour（1988年）
  - 4月18日 名古屋 BHI公会堂
  - 4月19日・21日 大阪 フェスティバルホール
  - 4月22日 静岡 静岡市民文化会館
  - 4月23日 東京 日本武道館
  - 4月25日 東京 NHKホール
  - 4月26日・29日 東京 東京厚生年金会館
  - 4月28日 横浜 横浜文化体育館

- 1990 Planet Earth Tour（1990年）
  - 10月23日 東京 渋谷公会堂
  - 10月25日 東京 代々木第一体育館
  - 10月26日 横浜 横浜文化体育館
  - 10月29日・30日 大阪 大阪厚生年金会館
  - 11月01日 名古屋 名古屋市公会堂

- Kingdom of Desire Tour（1992年）
  - 11月07日 東京 渋谷公会堂
  - 11月09日 東京 日本武道館
  - 11月10日 名古屋 名古屋市公会堂
  - 11月13日 北九州 九州厚生年金会館
  - 11月15日・16日 大阪 大阪厚生年金会館
  - 11月18日 横浜 横浜文化体育館

- Tambu Tour（1996年）
  - 3月31日 東京 NHKホール
  - 4月02日 横浜 神奈川県民ホール
  - 4月03日 東京 東京厚生年金会館
  - 4月04日 仙台 イズミティ21
  - 4月06日 東京 簡易保険ホール
  - 4月07日 東京 NHKホール
  - 4月08日 大阪 大阪厚生年金会館
  - 4月09日 名古屋 愛知厚生年金会館
  - 4月11日 広島 アステールプラザ
  - 4月12日 福岡 福岡サンパレス

- Mindfields Tour（1999年）
  - 4月14日 盛岡 盛岡市民文化ホール
  - 4月15日 仙台 イズミティ21
  - 4月16日・17日・25日 東京 東京国際フォーラム
  - 4月19日 名古屋 愛知厚生年金会館
  - 4月21日 大阪 大阪厚生年金会館
  - 4月22日 福岡 福岡市民会館
  - 4月24日 横浜 パシフィコ横浜

- Through the Looking Glass Tour（2002年）
  - 12月03日 横浜 パシフィコ横浜
  - 12月04日 仙台 Zepp仙台
  - 12月05日 盛岡 盛岡市民文化ホール
  - 12月07日 札幌 月寒グリーンドーム
  - 12月09日・10日・17日 東京 東京国際フォーラム
  - 12月12日 名古屋 名古屋市公会堂
  - 12月14日 大阪 大阪厚生年金会館
  - 12月15日 福岡 Zepp福岡

- Falling in Between Tour '06（2006年）
  - 4月26日 金沢 石川厚生年金会館
  - 4月27日 名古屋 名古屋市公会堂
  - 4月28日 広島 広島郵便貯金ホール
  - 5月01日 福岡 福岡市民会館
  - 5月02日 大阪 グランキューブ大阪
  - 5月04日 札幌 札幌厚生年金会館
  - 5月06日 横浜 パシフィコ横浜
  - 5月07日・8日 東京 東京国際フォーラム

- Falling in Between Tour '08（2008年）
  - 3月20日・21日 東京 JCBホール
  - 3月22日 横浜 パシフィコ横浜
  - 3月24日・25日 大阪 フェスティバルホール
  - 3月27日 名古屋 センチュリーホール
  - 3月29日・31日 東京 東京国際フォーラム

- In Concert 2011（2011年）
  - 9月20日 金沢 金沢歌劇座
  - 9月21日・26日 尼崎 アルカイックホール
  - 9月24日 名古屋 名古屋市公会堂
  - 9月27日 東京 日本武道館
  - 9月29日 横浜 パシフィコ横浜

- 35th Anniversary Tour（2014年）
  - 4月23日 名古屋 名古屋市公会堂
  - 4月24日 大阪 フェスティバルホール
  - 4月26日・27日 東京 東京ドームシティホール
  - 4月28日 東京 日本武道館
  - 4月30日 仙台 東京エレクトロンホール宮城
  - 5月02日 札幌 ニトリ文化ホール

- Toto XIV Tour（2016年）
  - 3月03日 仙台 仙台サンプラザホール
  - 3月04日 横浜 パシフィコ横浜
  - 3月07日 東京 日本武道館
  - 3月09日 福岡 Zepp福岡
  - 3月10日 東京 上野学園ホール
  - 3月12日 尼崎 あましんアルカイックホール
  - 3月14日 大阪 フェスティバルホール
  - 3月16日 名古屋 名古屋市公会堂

- 40 Trips Around the Sun Tour（2019年）
  - 2月14日 広島 広島文化学園 HBGホール
  - 2月16日 金沢 金沢歌劇座
  - 2月18日 福岡 福岡市民会館
  - 2月20日 東京 日本武道館
  - 2月21日 大阪 大阪城ホール
  - 2月23日 盛岡 岩手県民会館
  - 2月25日 名古屋 センチュリーホール
  - 2月27日 仙台 仙台サンプラザホール

- The Dogz of Oz Tour（2023年）
  - 7月10日 福岡 福岡サンパレス ホテル & ホール
  - 7月12日 石川 本多の森ホール
  - 7月14日 名古屋 センチュリーホール
  - 7月15日 大阪 丸善インテックアリーナ大阪
  - 7月17日 広島 JMSアステールプラザ 大ホール
  - 7月19日 仙台 仙台サンプラザホール
  - 7月20日 盛岡 岩手県民会館
  - 7月21日 東京 日本武道館

### フェス
- 東京JAZZ 2004（2004年）
  - 9月19日 東京 東京ビッグサイト